# ويلبيرن ك. روس
ويلبيرن ك. روس (بالإنجليزية: Wilburn K. Ross)‏ هو عسكري أمريكي، ولد في 12 مايو 1922 في Strunk, Kentucky ‏ في الولايات المتحدة، وتوفي في 9 مايو 2017 في تاكوما في الولايات المتحدة.